# Rainer Kurka

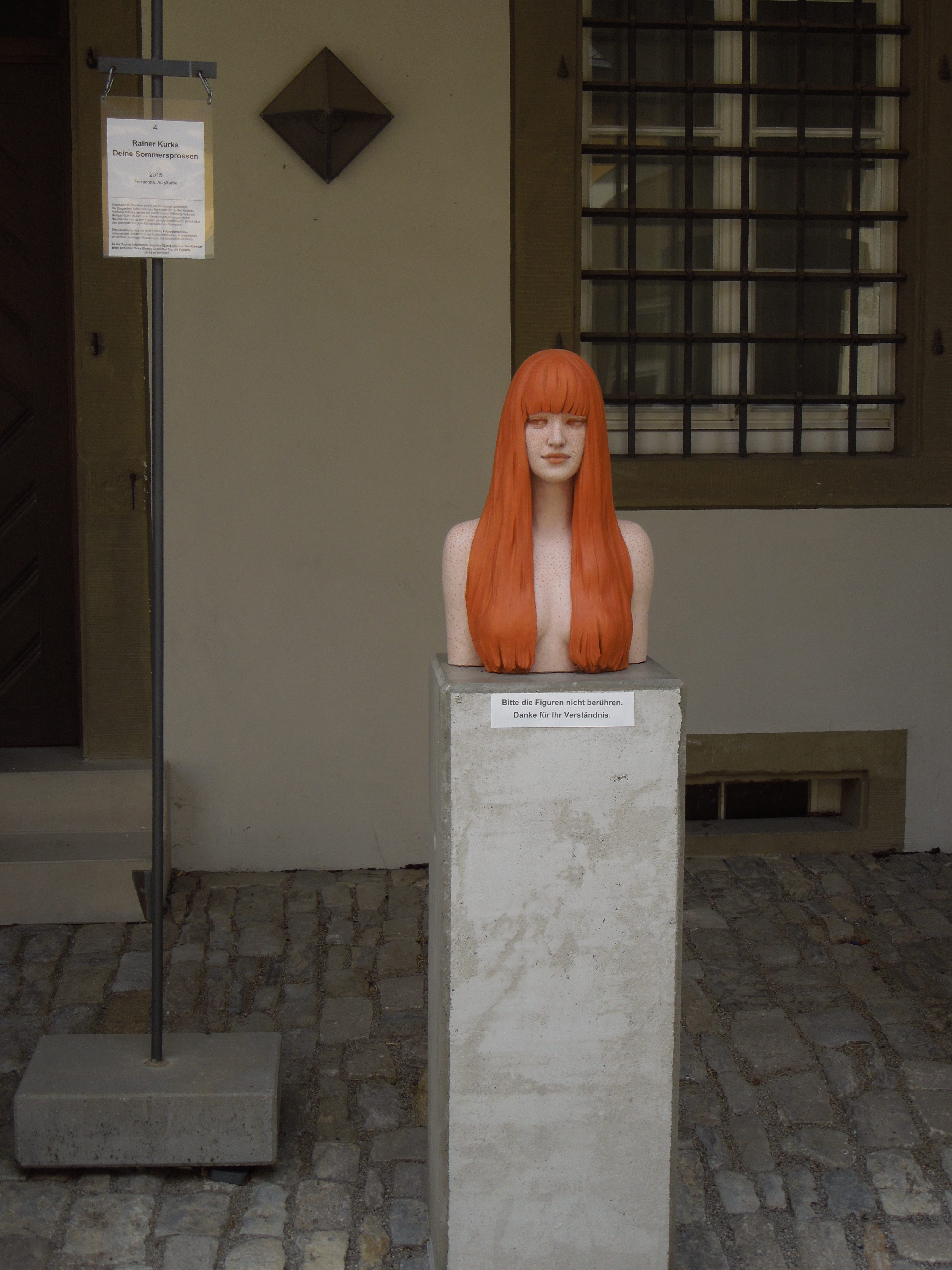
9. SkulpturenSCHAU! in der Stadt Weikersheim 2016 – lebensgroße Figuren von Rainer Kurka; ″Deine Sommersprossen″ von 2015; Terracotta und Acrylfarben

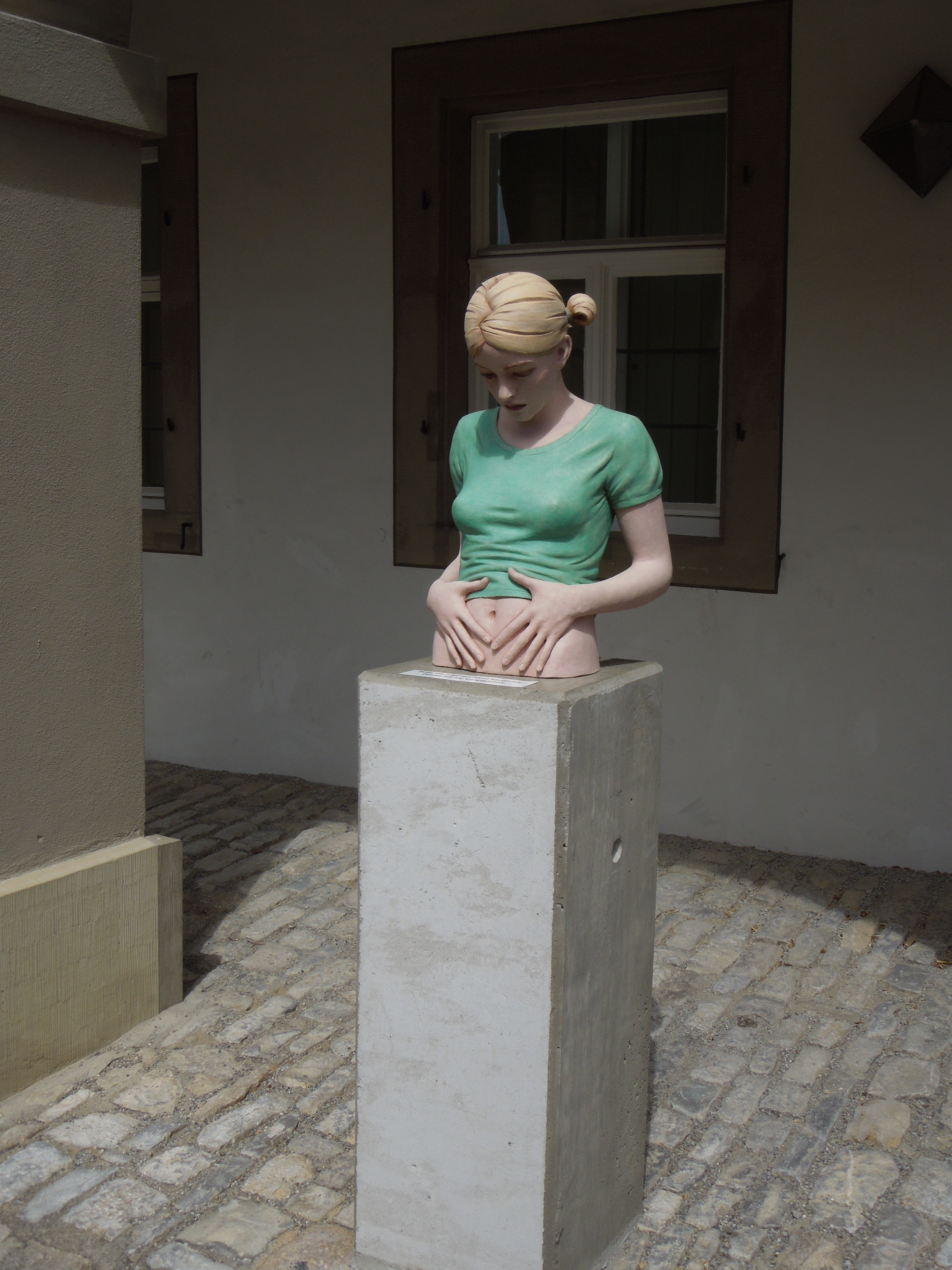
9. SkulpturenSCHAU! in der Stadt Weikersheim 2016 – lebensgroße Figuren von Rainer Kurka.

Rainer Kurka (* 1974 in Erlangen) ist ein deutscher Bildhauer. Er lebt und arbeitet in Berlin.

## Biografisches
Rainer Kurka lernte als Schüler die Steinbildhauerei bei Reinhard Klesse in Bamberg. 1994 bis 2002 studierte er Architektur an der TU Darmstadt und in Florenz mit Schwerpunkt Plastisches Gestalten (Floriano Bodini, Ariel Auslender). 2002 erwarb er sein Diplom. 2003 bis 2008 war er Künstlerischer Mitarbeiter am Fachgebiet Plastisches Gestalten der TU Darmstadt bei Auslender, der als sein akademischer Lehrer bezeichnet werden kann. Parallel hatte Kurka Lehraufträge am Fachbereich Gestaltung der FH Wiesbaden.

## Werk
Das künstlerische Interesse Kurkas gilt der menschlichen Figur, die er in Ton und Bronze darstellt. Das Menschenbild behandelt er in verschiedenen Stufen: in kleinen, glasierten Terrakotta-Statuen spielt er künstlerische Fragen als Fingerübungen durch. Die kleinen Bronzen wie Begegnung (2005) stellen Mann und Frau als Typen gegenüber und erproben die raumbildende Kraft von Figur und architektonischen Elementen. Die lebensgroßen, farbig gefassten Terrakotta-Statuen schließlich stellen Menschen als Person mit Charakter und Seele dar („Toxic!“, 2008).
„Kurka gelingt es, über die wie selbstverständlich vorgeführte Zuständlichkeit hinauszugehen und den Figuren eine Aura zu verleihen, die den Betrachter fesselt. ... Die Frage nach der Identität des modernen Subjekts gehört zu den wichtigsten Themen, die seine Kunst verhandelt. Kurka versucht, das Lebensgefühl der heute jungen Generation mit klassischen Mitteln in zeitloser Form zu verkörpern“

## Ausstellungen

### Einzelausstellungen
- 2004 „Tra Cielo e Terra“, Florenz
- 2007 „Stille Räume“, Galerie Sculptur, Bamberg
- 2008 „Plastiken“, Galerie Sculptur, Bamberg
- 2009 „Gegenwarten“, Rosenheim-Museum, Offenbach
- 2016 9. SkulpturenSCHAU! – Stadt Weikersheim (Von Mai bis September 2016 werden die Straßen und Plätze der Altstadt mit Figuren aus Terrakotta und Bronze belebt.)

### Gruppenausstellungen (Auswahl)
- 1999 „Interregno“, Technische Universität Darmstadt
- 2000 „Bilder aus Thailand“, Thailändische Botschaft, Berlin
- 2000 „Kunst von uns X“, Roßdorf
- 2001 „Interregno II“, Technische Universität Darmstadt
- 2001 „Sichten 5“, Technische Universität Darmstadt
- 2005 „Plein Air 2005“, Kunstakademie in Szeged, Ungarn
- 2005 „beziehungsweisen“, Elisabethenstift, Darmstadt

## Belege
1. ↑  Marcus Frings: Gegenwarten. Plastiken aus Ton und Bronze von Rainer Kurka, Kromsdorf / Weimar 2009, S. 20
2. ↑  Siehe auch: Frankfurter Allgemeine Zeitung, Ressort Rhein-Main-Zeitung, 13. Februar 2009, Nr. 37, S. 55